# Спалатин, Георг

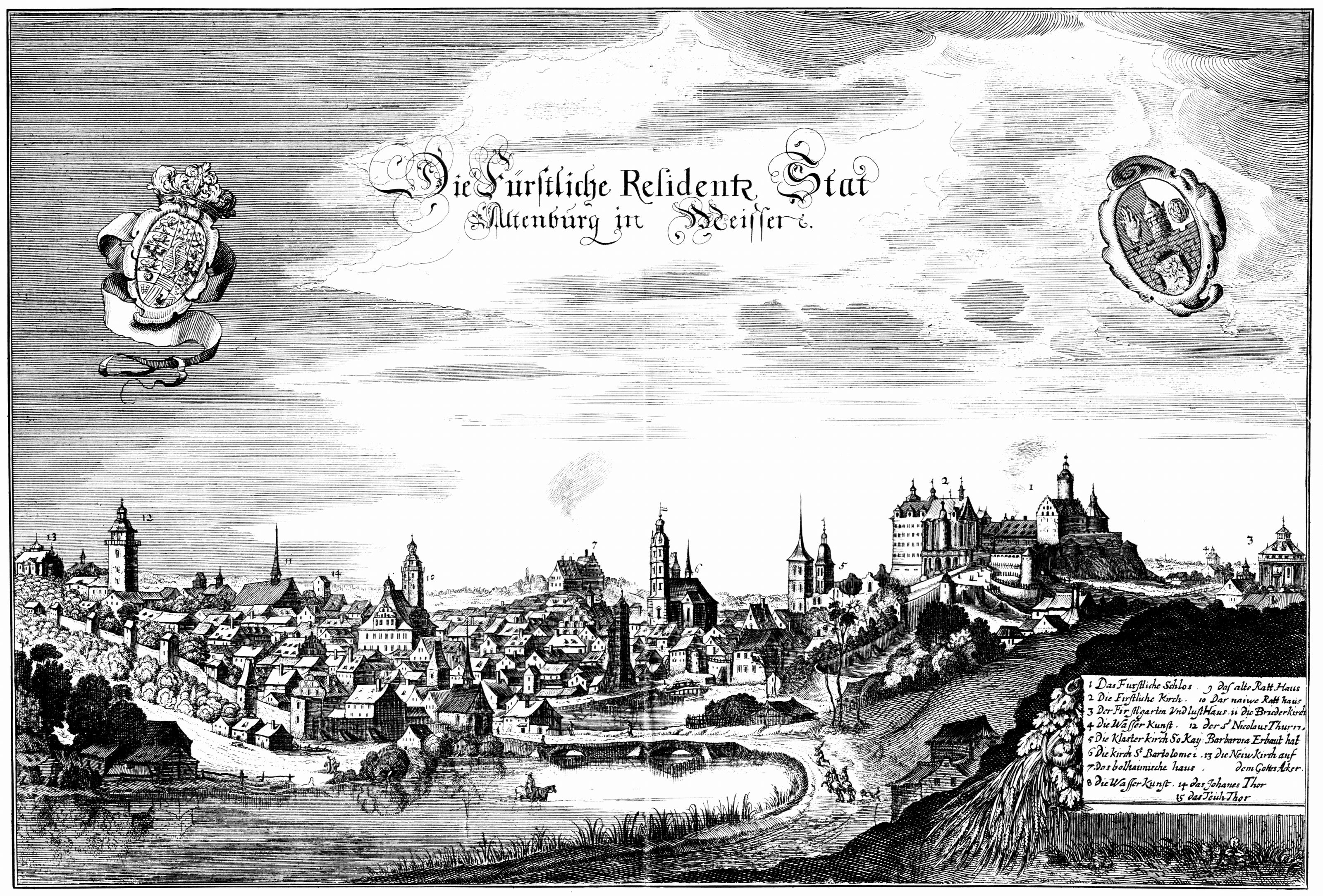
Альтенбург в сер. XVII века. В центре (6) — церковь Св. Варфоломея. Гравюра Маттеуса Мериана из «Топографии Верхней Саксонии, Тюрингии, Мейсена и Лужицы» (1650)

Георг Спалатин, или Георг Шпальтский, при рождении Георг Буркхардт (лат. Georgius Spalatinus, нем. Georg Burkhardt; 17 января 1484, Шпальт — 16 января 1545, Альтенбург) — немецкий священник-гуманист, историк и хронист, деятель Реформации. Секретарь саксонского курфюрста Фридриха Мудрого и друг Мартина Лютера. 

## Биография

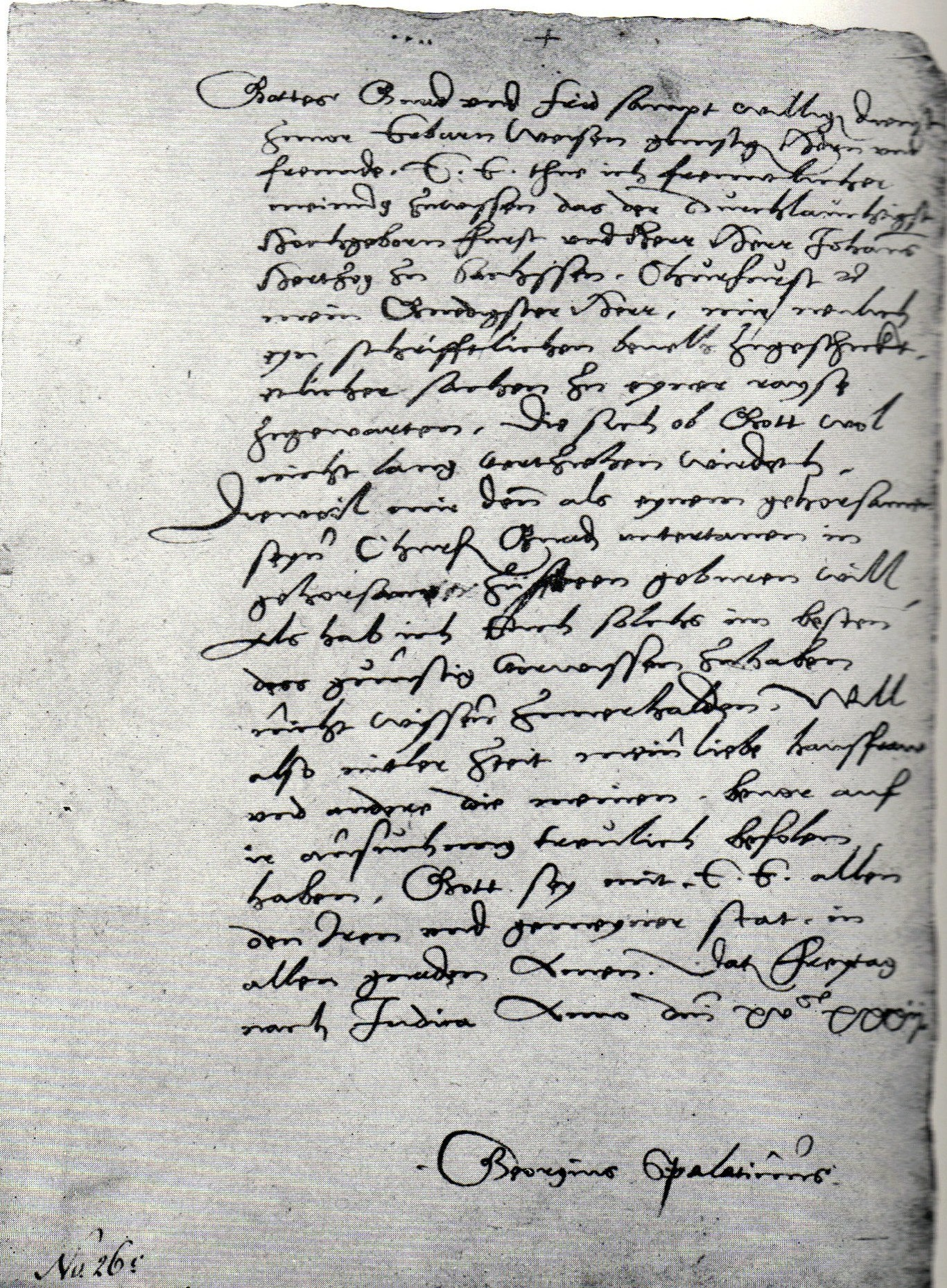
Автограф Георга Спалатина, 1532 г. Городской архив Альтенбурга

Родился 17 января 1484 года в Шпальте близ Нюрнберга (Бавария) в семье небогатого кожевника Георга Буркхардта. В 1497 году, в возрасте 13 лет отправился в Нюрнберг, где недолго учился в коллегиальной школе при церкви Св. Зебальда, в частности, у известного поэта-гуманиста из Мюнхена Генриха Гринингера. В 1498 году поступил в Эрфуртский университет, где получил в 1499 году степень бакалавра. 
Сблизившись там с профессором Николаусом Маршалком, известным историком и правоведом, в 1502 году перевёлся вместе с ним в университет Виттенберга, основанный курфюрстом Фридрихом Мудрым. Изучал там гуманистическо-философские науки одновременно с Мартином Лютером. Проживал в Виттенберге в квартале Шлоссплац поблизости от церкви Шлосскирхе. Не получив в университете докторской степени, в 1505 году, вступил в кружок гуманиста Конрада Муциана Руфа, и в 1508 году по его протекции стал преподавателем в школе при монастыре Георгенталя в Тюрингии. В том же году рукоположён был в священники в Эрфурте.
Завоевав авторитет в качестве знатока латинского и немецкого языков, в 1509 году устроился по рекомендации того же Муциана Руфа воспитателем юного Иоганна-Фридриха, сына и впоследствии наследника соправителя Фридриха курфюрста Иоганна Твёрдого. С 1512 года заведовал в Виттенберге университетской библиотекой. В 1514 году Фридрих Мудрый назначил его придворным капелланом, а затем своим частным секретарём. Сделавшись, таким образом, самым доверенным лицом при курфюрсте, сопровождал его почти на все сеймы; при его посредничестве велись все сношения Фридриха с Лютером. Именно Спалатин занимался вопросом предоставления последнему убежища после издания Вормсского эдикта.
Иоганн Твёрдый, как и его предшественник, высоко ценил Спалатина и в 1525 году назначил его придворным каноником в Альтенбурге. 

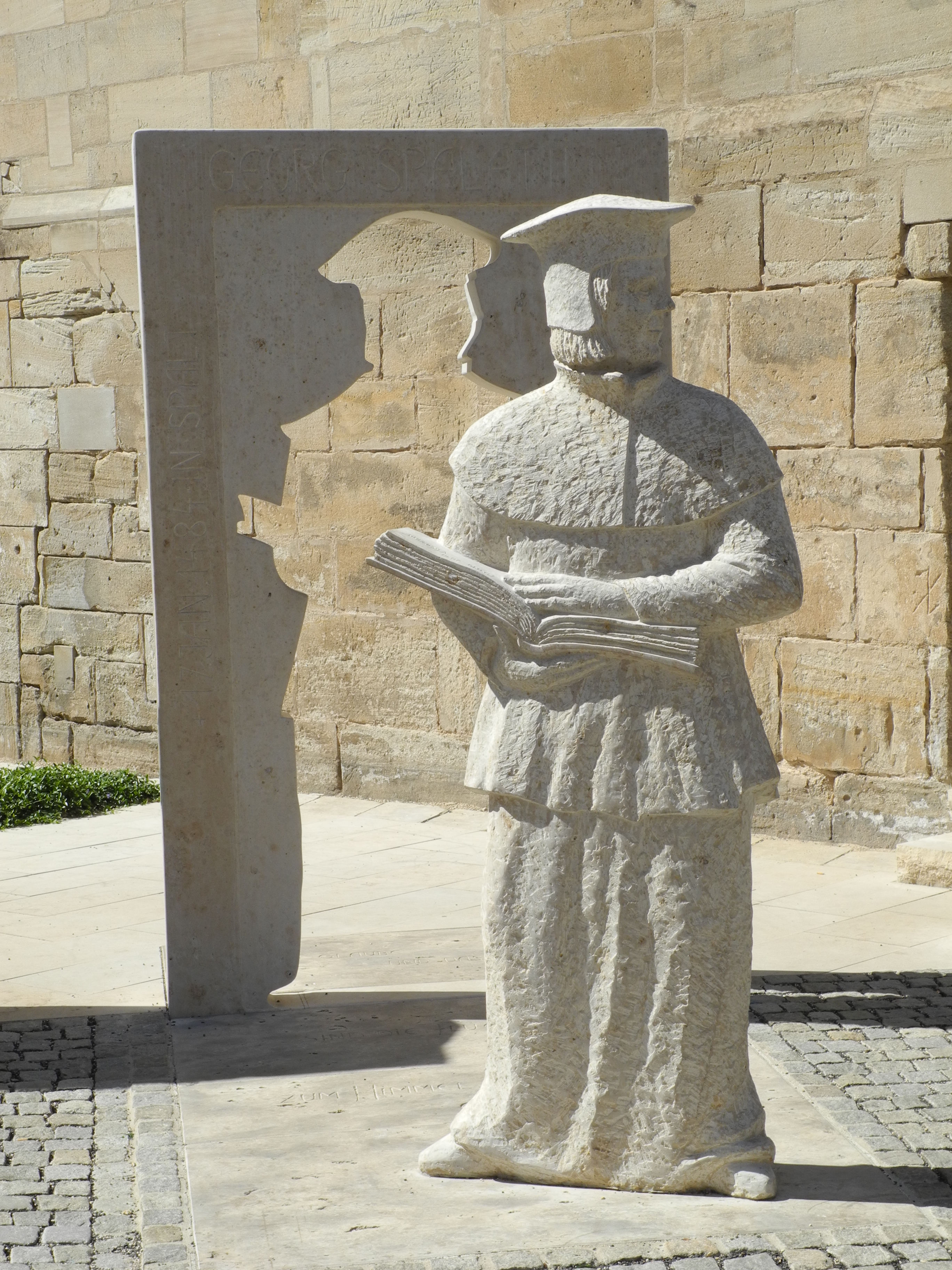
Мемориал Спалатина в Шпальте (Бавария)

Никогда специально не занимался теологией и, хотя был священником и проповедником, являлся по своим взглядам гуманистом. Твёрдо не установлено, сблизился ли он с Лютером ещё в Виттенбергском университете, но известно, что реформатор стал его главным советником во всех моральных и религиозных вопросах. Читал курфюрсту Фридриху сочинения Лютера и переводил для его пользы латинские сочинения на немецкий язык.
В 1518 году сопровождал Фридриха Мудрого на сейм в Аугсбурге и участвовал в переговорах с папскими легатами Томасом Каэтаном и Карлом фон Мильтицем. Вместе с курфюрстом, присутствовал на сейме в Вормсе, где Карл V был избран императором. Неоднократно отговаривал Лютера от публикации книг и участия в открытых акциях против папства, но всегда оправдывал его в глазах светской власти и соглашался переводить его труды.
После смерти в 1525 году Фридриха Мудрого покинул саксонский двор, сохранив пост советника Иоганна и Иоганна Фридриха. Получив должность каноника в Альтенбурге, 19 ноября того же года вступил в брак с местной жительницей Катариной Гейденрайх, или Штройбель (ум. 1552), от которой имел, как минимум, одного сына Михеля Килиана и двух дочерей — Ханну и Катарину Младшую. 
Начиная с 1526 года почти отошёл от политики, занимаясь в основном устройством саксонских церквей и школ, организуя секуляризацию церковных владений и доходов, а также периодически читая лекции в университете Виттенберга. Тем не менее, участвовал в заседаниях рейхстага в Шпейере (1526) и в Аугсбурге (1530), а также в подготовке и заключении договоров, образовавших Шмалькальденский союз. С 1527 до 1542 год деятельно работал над организацией Евангелической церкви в саксонских землях. Вместе с гуманистом Филиппом Меланхтоном участвовал в составлении «Аугсбургского исповедания» (1530).
Активно занимался историческими исследованиями, интерес к которым унаследовал от своих учителей Маршалка и Муциана. В частности, в одном из своих писем от имени императора Максимилиана обращался к историку Альберту Кранцу с просьбой прислать ему неопубликованные ещё в то время «Деяния данов» Саксона Грамматика, в другом к Беатусу Ренану обсуждал издание последним «Римской истории» Веллея Патеркула, также вёл переписку с Иоганном Рейхлиным по поводу присылки ему источников по истории Саксонии и генеалогии её правителей.
Незадолго до смерти впал в состояние глубокой меланхолии и 16 января 1545 года скончался в Альтенбурге, где был похоронен в склепе церкви Святого Варфоломея.

## Сочинения
Основным историческим его трудом является «Хроника Саксонии и Тюрингии» (нем. Chronik der Sachsen und Thüringer, 1510), или «Хроника Спалатина», написанная по поручению курфюрста Фридриха Мудрого на основании источников, найденных в библиотеках Георгентальского монастыря и Виттенбергского университета, а также присланных Кранцем, Рейхлиным и др. учёными-гуманистами. Посвящённая истории саксов, тюрингов и мейсенцев от сотворения мира, обширная хроника, работа над которой прервалась около 1517 года, так и осталась незавершённой, однако даже сохранившиеся её части украшены примерно 1800 иллюстрациями, выполненными учениками Лукаса Кранаха Старшего. Три сохранившиеся рукописи хроники находятся в собрании Земельной библиотеки Кобурга, помимо них, существуют несколько переплетённых в 1681 году её фрагментов из Государственного архива Тюрингии.
Является также автором биографий курфюрстов Фридриха Мудрого (изд. Neudecker и Preller, Веймар, 1851) и Иоанна Твердого. Перу его принадлежит и сочинение «Christliche Religionsh ä ndel oder Religionssachsen», ошибочно названное Киприаном «Annales Reformationis» (Лейпциг, 1718), а также история пап и королей эпохи реформации. 
В Веймарском архиве сохранилась его обширная переписка, по большей части ещё неопубликованная. Известно, в частности, 427 писем к нему одного только Лютера; среди других известных его корреспондентов Эразм Роттердамский, Альд Мануций, Иоганн Ланге, Юстус Йонас, Андреас Боденштайн, Иоганн Агрикола, Иоганн Бугенхаген и др.

## В кино
В художественно-биографическом фильме «Лютер», совместно снятом в 2003 году кинематографистами ФРГ и США, роль Спалатина исполнил немецкий актёр Беньямин Задлер.